# François Dupeyron
François Dupeyron (Tartas, 14 agosto 1950 – Parigi, 25 febbraio 2016) è stato un regista e sceneggiatore francese.

## Biografia
Si laurea a Parigi all'Institut des hautes études cinématographiques, e negli anni settanta è cofondatore del collettivo cinematografico di estrema sinistra Collectif Cinélutte.

## Filmografia

### Cortometraggi
- L'ornière (1977)
- La Nuit du hibou (1984)
- Lamento (1988)
- Pas d'histoires (2011)

### Lungometraggi
- Drôle d'endroit pour une rencontre (1988)
- Un cœur qui bat (1991)
- La machine - Un corpo in prestito (La Machine) (1994)
- C'est quoi la vie? (1999)
- La chambre des officiers (2001)
- Monsieur Ibrahim e i fiori del Corano (Monsieur Ibrahim et les fleurs du Coran) (2003)
- Inguélézi (2004)
- Aide-toi, le ciel t'aidera (2008)
- Trésor (2009)
- Mon âme par toi guérie (2013)

## Riconoscimenti
Festival di Cannes
- 2001 – Nominato alla Palma d'oro per La chambre des officiers

Premio César
- 1979 – Nominato a miglior cortometraggio di fiction per L'ornière
- 1985 – Miglior cortometraggio documentario per La Nuit du hibou
- 1989 – Miglior cortometraggio di fiction per Lamento
- 1989 – Nominato a migliore opera prima per Drôle d'endroit pour une rencontre
- 1989 – Nominato a migliore sceneggiatura originale per Drôle d'endroit pour une rencontre
- 2002 – Nominato a miglior regista per La chambre des officiers
- 2002 – Nominato a migliore sceneggiatura originale per La chambre des officiers
- 2002 – Nominato a miglior film per La chambre des officiers

Premio Goya
- 2005 – Nominato per miglior film europeo per Monsieur Ibrahim e i fiori del Corano (Monsieur Ibrahim et les fleurs du Coran)

Festa del Cinema di Roma
- 2008 – Menzione speciale per Aide-toi, le ciel t'aidera

Festival international du court métrage de Clermont-Ferrand
- 1983 - Grand Prix Compétition nationale a La Dragonne (ex aequo con Au fin porcelet de Roy Lekus)